# Berlingske Lokalaviser
Berlingske Lokalaviser A/S er et datterselskab i Berlingske Media-koncernen, som udgiver 32 lokale ugeaviser på Sjælland og i Jylland. Samlet har aviserne et oplag på 1.100.000 ugentligt 
Berlingske Lokalaviser ejer halvdelen af Dansk Distributions-center A/S. 

## Udgivelser
Berlingske Lokalaviser udgiver følgende titler:
- Amager Bladet
- Bagsværd/Søborg Bladet
- Ballerup Bladet
- Bov Bladet
- City Avisen
- Det Ny Odsherred
- Frederiksberg Bladet
- Gråsten Folkeblad
- Halsnæs Posten
- Haderslev Ugeavis
- Kolding Ugeavis
- Korsør Posten
- Lokalavisen Taastrup
- Lokalbladet for Nørrebro og Nord-Vest
- Lokalbladet Ringsted
- Skælskør Avis
- Sorø Avis
- Sønderborg Ugeavis
- Ugeposten Helsinge
- Valby Bladet
- Vanløse Bladet
- Vestegnen
- Vesterbro Bladet
- Østerbro Avis
- Aabenraa Ugeavis